# Brave Fencer Musashi
Brave Fencer Musashi (ブレイヴフェンサー 武蔵伝, Bureivu Fensā Musashiden, lit. Escrimeur courageux : La légende de Musashi) est un jeu vidéo de rôle orienté action développé et édité par Squaresoft. Il est distribué en 1998 sur PlayStation.

## Rééditions
- 2000 - PlayStation, édition Square Millennium Collection[2] ;
- 2008 - PlayStation Store[2].